# Pamela Villoresi
Pour les articles homonymes, voir Villoresi.
Maria Pamela Villoresi, mieux connue comme Pamela Villoresi, née le 26 octobre 1957 à Prato (Italie), est une actrice italienne active au théâtre, au cinéma et à la télévision.

## Biographie
Pamela Villoresi naît à Prato d'un père toscan et d'une mère allemande. Elle commence l'étude de l'art dramatique à 13 ans au théâtre Metastasio (it) à Prato, et, à 14 ans, elle fait ses débuts en vedette dans Le Roi nu (Re Nudo) d'Evgueni Schwarz, mis en scène par Paul Brennan. À l'âge de 18 ans, elle arrive au Piccolo Teatro de Milan de Giorgio Strehler. Elle joue dans plus de soixante spectacles dont cinq avec Strehler, puis avec Nino Manfredi, Vittorio Gassman, Mario Missiroli, Giancarlo Cobelli et Maurizio Panici. 
Elle se spécialise dans la récitation de poèmes et est narratrice dans cinq œuvres dramatiques. Elle a travaillé dans 36 films, avec de grands maîtres tels que Jancsó (Vices privés, vertus publiques), Bellocchio, les frères Taviani, Ferrara, Michele Placido et Paolo Sorrentino sous la direction de qui elle joue dans La grande bellezza, lauréat d'un Oscar 2014. En 2020, Pamela tient un rôle récurrent dans l’ultime saison de la série à succès : Un sacré détective (Don Matteo). Elle joue en cinq langues, l'italien, l'anglais, l'allemand, le français et l'espagnol.
Elle est veuve du directeur de la photographie Cristiano Pogany avec qui elle a eu trois enfants, Eva, Thomas et Isabel.

## Filmographie partielle

### Cinéma
- 1974 : Il trafficone : la femme de BastianoT addei
- 1976 : Vices privés, vertus publiques (Vizi privati, pubbliche virtù) : Sofia
- 1976 : Dimmi che fai tutto per me : Mary Mancini
- 1976 : Dedicato a una stella : Stella
- 1977 : Les Requins du désert (Sahara Cross) de Tonino Valerii : Nicole
- 1977 : Il gabbiano : Nina
- 1979 : Un jouet dangereux (Il giocattolo) de Giuliano Montaldo : Patrizia Griffo
- 1979 : Cible pour un tueur (Bersaglio altezza uomo) : La femme de Gengis
- 1985 : Un foro nel parabrezza : Elsa
- 1989 : Splendor d'Ettore Scola : Eugenia
- 1990 : Dicembre : Zia Gianna
- 1990 : Evelina e i suoi figli
- 1990 : Una vita scellerata : Fiore
- 1990 : Pummarò (it) de Michele Placido : Eleonora
- 1990 : Le Soleil même la nuit (Il sole anche di notte) des frères Taviani : Giuseppina Giuramondo
- 1999 : Cecilia
- 2002 : I banchieri di Dio de Giuseppe Ferrara : Carla Calvi
- 2005 : Un posto libero
- 2007 : Niente è come sembra : Pamela
- 2008 : Quell'estate
- 2009 : Amore 14 : Silvia, la mère de Carolina
- 2011 : Amici miei - Come tutto ebbe inizio : Piccarda
- 2013 : La grande bellezza : Viola
- 2015 : Ho ucciso Napoleone : Cecilia
- 2016 : Orecchie (it) : Rosanna
- 2018 : Youtopia : Fausta

### Télévision

#### Séries télévisées
- 1975 : Diagnosi (mini-série) : Marina Cardona
- 1975 : Marco Visconti (mini-série) : Bice
- 1977 : Il commissario De Vincenzi 2 (mini-série) : Blanca Vertua
- 1977 : Ligabue (mini-série) : Pia
- 1980 : L'assedio (mini-série) : Maria Rosario Lopez
- 1980 : La velia (mini-série)
- 1990 : Frederick Forsyth Presents (saison 2, épisode 2) : Antonella
- 1991 : Tassilo - Ein Fall für sich (saison 1, épisodes 4 & 6) : Evi Suttner
- 1991 : L'enfant en fuite (mini-série) : Laura
- 1991 : Le jockey de l'Arc de Triomphe (mini-série) : Bianca
- 2007 : Era mio fratello (saison 1, épisodes 1 & 2) : Ada Di Santo
- 2016 : Squadra criminale (saison 1, épisode 10) : Adele Ferrara
- 2017 : 1993 (saison 1, épisode 1) : Madre di Leonardo Notte
- 2018-2020 : Don Matteo : Elisa Olivieri
- 2019 : Et si c'était lui (Lejos de ti) : Bice
- 2020 : La docufilma (mini-série) : Adele

## Distinctions
Elle a remporté de nombreux prix, dont deux Maschera d'Oro, deux Grolla d'oro, deux prix Ubu (it), l'un pour l'ensemble de sa carrière et l'autre pour la paix, conjointement avec Rugova et le patriarche de Jérusalem. Elle a reçu aussi la médaille d'or du Vatican et figure parmi les cent artistes dans le monde qui favorisent le dialogue avec la spiritualité.